# Politica ușilor deschise

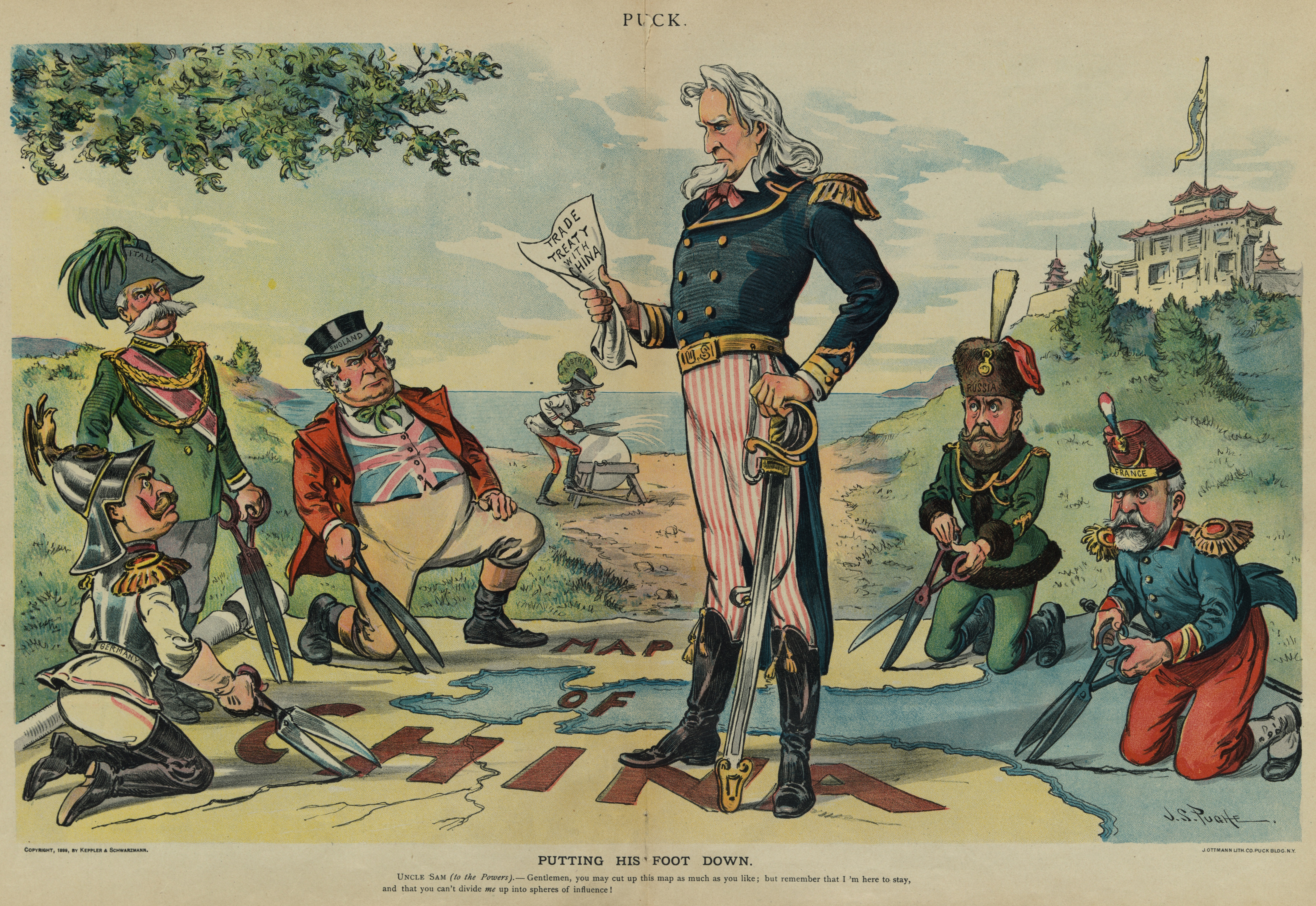
„Punând piciorul în prag”. Unchiul Sam în 1899 pretinde acceptarea „ușilor deschise” de către marile puteri, care se pregăteau să taie felii din China conform propriilor interese. Germania, Italia, Anglia, Austria, Rusia și Franța sunt reprezentate de Wilhelm al II-lea, Umberto I, John Bull, Franz Joseph I (în fundal), Nicolae al II-lea și Emile Loubet. Caricatură din Punch 23 august 1899 de J. S. Pughe

Politica ușilor deschise este un termen din afacerile externe folosit inițial pentru desemnarea politicii SUA la sfârșitul secolului al XIX-lea și începutul celui de-al XX-lea, care ar fi favorizat un sistem de comerț deschis, egal pentru toate țările, cu China. Aceasta a fost folosită în principal pentru medieze interesele concurente diferite puteri coloniale în China. În vremuri mai recente, termenul Politica ușilor deschise descrie politica economică inițiată de Deng Xiaoping în 1978 de reformare a economiei Chinei pentru întreprinderile străine care au vrut să investească în țară. Această ultimă politică a fost motorul care a dus la transformarea Chinei moderne.
Politica de la sfârșitul secolului al XIX-lea a fost enunțată pentru prima oară de Secretarul de stat John Hay în Open Door Note din 6 septembrie 1899, document care a fost distribuit cancelariilor principalelor puteri europene. John Hay propunea păstrarea Chinei deschise pentru comerțul cu toate țările pe baze egale, împiedicând oricare dintre marile puteri să obțină controlul asupra țării asiatice și cerea tuturor puterilor ca, în cadrul sferelor lor de influență, să se abțină să se amestece în orice port al unui tratat inegal sau interes legitim, să permită autorităților chineze să colecteze taxele vamale pe baze egale și să nu permită favorizarea resortisanților proprii în ceea ce privește taxele portuare sau pe căile ferate. 
Politica ușilor deschise își avea rădăcinile în dorința mediului de afaceri american de intrare pe piața din China, dar avea legături și cu sentimentelor celor se opuneau imperialismului, care pledau pentru protejarea suveranității Chinei și împotriva tentativelor de partiție teritorială. Politica ușilor deschise nu a avut un statut legal bine definit și a servit în cele din urmă în interesul principalelor puteri coloniale aflate în concurență, fără o participare importantă din partea chinezilor, care a dus în cele din urmă la apariția unor resentimente puternice, fiind considerată de către istoricii chinezi ca un simbol al umilinței naționale. 
În secolul trecut și în acest secol, cercetători precum Christopher Layne din școala neorealistă au generalizat utilizarea termenului la domeniul ușilor deschise politicilor și economiei națiunilor în relație cu politica și economică internaționale.

## Cadrul general (Congo)
Din punct de vedere teoretic, politica ușilor deschise a SUA își avea origine în practica comercială britanică așa cum era reflectată în tratatele cu Dinastia Qing din China după Primul Război al Opiului (1839–1842). Conceptul ușilor deschise a fost prima oară enunțat la Conferința de la Berlin din 1885, unde a fost făcută o declarație conform căreia nicio putere nu putea să perceapă taxe preferențiale în regiunea Congo. Ca politică și concept, Politica Ușilor Deschise a fost un principiu niciodată adoptat oficial printr-un tratat sau prin dreptul internațional. S-a făcut aluzie la el sau a fost invocat, dar niciodată nu a fost impus ca atare. Începând cu 1931, odată cu ocuparea Maniciuriei de către Japonia și crearea Manchukuo, politica ușilor deschise a fost încălcată în mod frecvent, fără să existe nicio reacție oficială. 

## A doua politică a ușilor deschise (China)
Din punct de vedere tehnic, politica ușilor deschise a fost aplicată dor mai înainte de crearea Chinei Populare în 1949. După venirea la putere a lui Deng Xiaoping în 1978, termenul a făcut referire la politica Chinei de deschidere a țări pentru investițiile străine, politică care a inițiat mișcarea de transformare economică a republicii. 

### Originile
În timpul Priumului Război Sino-Japonez din 1895, China era amenințată de primejdia divizării teritoriale și colonizării de către puterile imperialiste precum Marea Britanie, Franța, Rusia, Japonia, Germania sau Italia. După victoria din Războiul hispano-american din 1898, odată cu ocuparea unui teritoriu, Filipinelor, Statele Unite au devenit mult mai implicate în Asia și era de așteptat să își apere interesele comerciale și politice în China. SUA s-au simțit amenințate de sferele de influență mai mari ale celorlalte puteri în China și s-au temut că ar putea pierde accesul la piața chineză dacă țara ar fi fost partiționată. Ca urmare, William Woodville Rockhill a formulat politica ușilor deschise pentru protejarea afacerilor și altor interese americane în China. Pe 6 septembrie 1899, secretarul de stat al SUA John Hay a trimis note marilor puteri (Franța, Germania, Regatul Unit, Italia, Japonia și Rusia) prin care le cerea să declare în mod oficial că vor apăra cu convingere integritatea teritorială și administrativă a Chinei și nu se vor influența folosirea liberă a porturilor din sferele lor de influență din China. The Open Door Policy stated that all nations, including the United States, could enjoy equal access to the Chinese market.
În replică, fiecare putere a încercat să evite orice fel declarație, afirmând că nu se poate angaja până când celelalte națiuni nu erau de acord cu cererea lui Hay. Până la urmă, în iulie 1900, Hay a anunțat că fiecare dintre puterile cărora le adresase cereri își exprimaseră acceptarea de principiu. Deși tratatele semnate după1900 se refereau la „politica ușilor deschise”, competiția dintre marile puteri pentru obținerea de concesiuni speciale în China pentru drepturile de exploatare a căilor ferate și minelor, pentru acordarea de împrumuturi, exploatarea porturilor pentru comerțul liber și așa mai departe a continuat la fel nepotolită ca până atunci.
Pe 6 octombrie 1900, britanicii și germanii au semnat Acordul Yangtze, prin care declarau că se opuneau împărțirii Chinei în sfere de influență. Această înțelegere, semnată de Lord Salisbury și de ambasadorul Paul von Hatzfeldt, susținea politica ușilor deschise pentru comerțul liber propusă de SUA. Eșecul înregistrat de Germania în respectarea înțelegerii a dus în 1902 la crearea Alianței anglo-japoneze.

### Evoluțiile ulterioare
În 1902, guvernul american a protestat împotriva incursiunii rușilor în Manciuria care a urmat Răscoalei boxerilor, acțiune care ar fi fost o încălcare a politicii porților deschise. Când Japonia a înlocuit Rusia în sudul Manciuriei după Războiul Ruso-Japonez (1904–1905), guvernele japonez și american au căzut de acord să mențină o politică de egalitate în Manciuria. În domeniul financiar, eforturile americane pentru păstrarea politicii ușilor deschise au condus în 1909 la formarea unui consorțiu bancar prin care urmau să se facă toate împrumuturile pentru căile ferate chinezești. Cele două părți aveau să aibă în 1917 un schimb de note în care SUA și Japonia își reînnoiau asigurările cu privire al respectarea politicii porților deschise, dar prin care SUA recunoștea interesele speciale ale niponilor în China (Acordul Lansing–Ishii). Politica ușilor deschise avea să fie slăbită în anii care aveau să vină printr-o serie de tratate secrete din 1917 dintre Japonia și Antanta, prin care aliații occidentali promiteau japonezilor cedarea posesiunilor germane din China după victoria în Primul Război Mondial. Respectarea acestor promisiuni de către puterile învingătoare consfințite prin Tratatul de la Versailles din 1919 a înfuriat opinia publică chineză și a provocat protestele cunoscute cu numele de „Mișcarea din 4 mai”. Tratatul celor nouă puteri, semnat în 1922, a reafirmat în mod expres politica ușilor deschise. 
Deoarece politica ușilor deschise a influențat negativ suveranitatea chineză, guvernul Republicii China (1912-1949) a încercat să revizuiască tratatele conexe cu puterile străine în anii douăsprezece și treizeci. Numai după încheierea celui de-al doilea război mondial, China a reușit să-și recâștige suveranitatea deplină.

### În China contemporană
În istoria economică a zilelor noaste a Chinei, „politica ușilor deschise” se referă la noua politică anunțată de Deng Xiaoping în decembrie 1978, prin care era deschisă „ușa” pentru afacerile străine care doreau să investească în China. Zonele Economice Speciale au fost înființate în 1980, fiind destinate modernizării industriei Chinei și impulsionării economiei țării. Politica economică chineză s-a modificat în sensul încurajării și sprijinirii comerțului și investițiilor internaționale. Aceste reforme au marcat punctul de cotitură în dezvoltarea țării pe calea care a transformat China în „Fabrica mondială”. 
Au fost organizate la început patru Zone Economice Speciale - Shenzhen, Zhuhai și Shantou în Guangdong și Xiamen în Fujian. Aceste zone au fost plasate în mod strategic în apropiere de Hong Kong, Macau și Taiwan, dar având un regim de taxe favorabile și cu un nivel de salarizare redus pentru atragerea capitalului și afacerilor din aceste comunități chinezești din afara granițelor. Zona Shenzhen a fost prima înființată și a avut cea mai rapidă dezvoltare, cu o rată de creștere de 40% pe an între 1981 și 1993. Prin comparație, creșterea medie a produsului intern brut (GDP) a fost de 9,8% pentru întreaga țară. După succesul înregistrat cu primele patru zone, au fost înființate alte Zone Economice Speciale în alte regiuni ale Chinei. 
În 1978, China se situa pe locul al 32-lea funcție de volumul exportului. În 1989, China își dublase volumul comerțului exterior și devenise al 13-lea cel mai mare exportator. În perioada 1978 – 1990, rata anuală a creșterii comerțului a fost de peste 15%, iar în deceniul care a urmat, această rată a continuat să crească într-un ritm și mai susținut. În anul 1978, cota exporturilor sale pe piața mondială a fost neglijabilă, în 1998 era încă mai mică de 2%, însă China înregistrase în 2010 o cotă de piață mondială de 10,4%, potrivit Organizației Mondiale a Comerțului (OMC), adică un export de mărfuri de peste 1,5 trilioane de dolari, cea mai mare din lume. În 2013, China a depășit SUA și a devenit prima națiune comercială la nivel mondial, cu o valoare totală a importurilor și exporturilor de 4,16 trilioane de dolari americani pe an. 

## Folosirea termenului în secolele al XX-lea și al XXI-lea
Cercetătorii școlii neorealiste precum Christopher Layne au generalizat utilizarea termenului în domeniile politic și economice al națiunilor în general, care interacționează la nivel global sau internațional.

## Vedeți și
- Răscoala boxerilor
- Neoimperialism#China

## Resurse internet
- Textul primei Open Door Note
- Textul primei și celei de-a doua Open Door Note Arhivat în 25 august 2013, la Wayback Machine.
- "Milestones: Secretary of State John Hay and the Open Door Policy in China" (U.S. Department of State Office of the Historian)  Arhivat în 29 octombrie 2013, la Wayback Machine.